# Hautevelle
Hautevelle é uma comuna francesa na região administrativa de Borgonha-Franco-Condado, no departamento de Alto Sona. Estende-se por uma área de 7,78 km². Em 2010 a comuna tinha 275 habitantes (densidade: 35,3 hab./km²).